# 獅色小項鰭鯰
獅色小項鰭鯰，為輻鰭魚綱鯰形目項鰭鯰科的其中一種，為熱帶淡水魚類，分布於南美洲圭亞那沿岸淡水流域，體長可達10.9公分，棲息在沙泥底質、富含沉積物的溪流底層水域，生活習性不明。

## 扩展阅读
維基物種上的相關：獅色小項鰭鯰